# ابرمناطق ایالات متحده
ابرمناطق ایالات متحده (انگلیسی: Megaregions of the United States) شبکه‌های خوشه‌ای از ابر شهرهای آمریکایی هستند که در حال حاضر تخمین زده می‌شود جمعیتشان بیش از ۲۳۷ میلیون نفر باشد.
پروژه آمریکا ۲۰۵۰ پروژه‌ای است از انجمن طراحی مناطق که فهرست ۱۱ ابر منطقه را در ایالات متحده، کانادا و مکزیک را در دستور کار خود قرار داده‌است. بر اساس طرحی که توسط رابرت ای لنگ و داون زاول از مؤسسه فناوری کلان‌شهری ویرجینا تکنولوژی در ژوئیه ۲۰۰۵ ارائه شد، و رساله تکمیلی بعدی لانگ و نلسون که در سال ۲۰۰۷ ارائه شد. طرح این است که با اقتباس و براساس الگوی مگالاپلیس که زنجیره‌ای از چند منطقه کلان‌شهری (متروپولیتن) همجوار هم قرار می‌گیرند. ۲۰ ابر منطقه را به ۱۰ ابر منطقه تقسیم کنند.